# Elecciones generales del Reino Unido de octubre de 1974
Las elecciones generales de Reino Unido de octubre de 1974 se celebraron el jueves 10 de octubre de 1974, convocadas anticipadamente por el primer ministro Harold Wilson, que creía débiles a los Conservadores a causa de su oposición al Acuerdo de Sunningdale. Venció el Partido Laborista, que amplió su mayoría.

## Resultados
| Partido                                        | Líder         | Votos      | %      | Escaños | +/− |
| ---------------------------------------------- | ------------- | ---------- | ------ | ------- | --- |
| Partido Laborista                              | Harold Wilson | 11.457.079 | 39,2 % | 319     | +18 |
| Partido Conservador                            | Edward Heath  | 10.462.565 | 35,8 % | 277     | -20 |
| Partido Liberal                                | Jeremy Thorpe | 5.346.704  | 18,3 % | 13      | -1  |
| Partido Nacional Escocés                       | Gordon Wilson | 839.617    | 2,9 %  | 11      | +4  |
| Partido Unionista del Ulster                   | Harry West    | 256.065    | 0,9%   | 6       | -1  |
| Plaid Cymru                                    | Gwynfor Evans | 166.321    | 0,6 %  | 3       | +1  |
| Partido Socialdemócrata y Laborista            | John Hume     | 154.193    | 0,6 %  | 1       |     |
| Partido Unionista Democrático                  | Ian Paisley   | 59.451     | 0,3 %  | 1       |     |
| Partido de la Vanguardia Progresista Unionista | William Craig | 92.262     | 0,3 %  | 3       |     |
| Republicano Independiente                      | Frank Maguire | 32.795     | 0,1 %  | 1       |     |
| Frente Nacional                                | Tom Holmes    | 113.843    | 0,5 %  | -       | 0   |